# Rehebeschlag
Unter Rehebeschlag versteht man die verschiedenen Formen des Hufbeschlags, die bei einer Hufrehe angewendet werden.

## Stegeisen

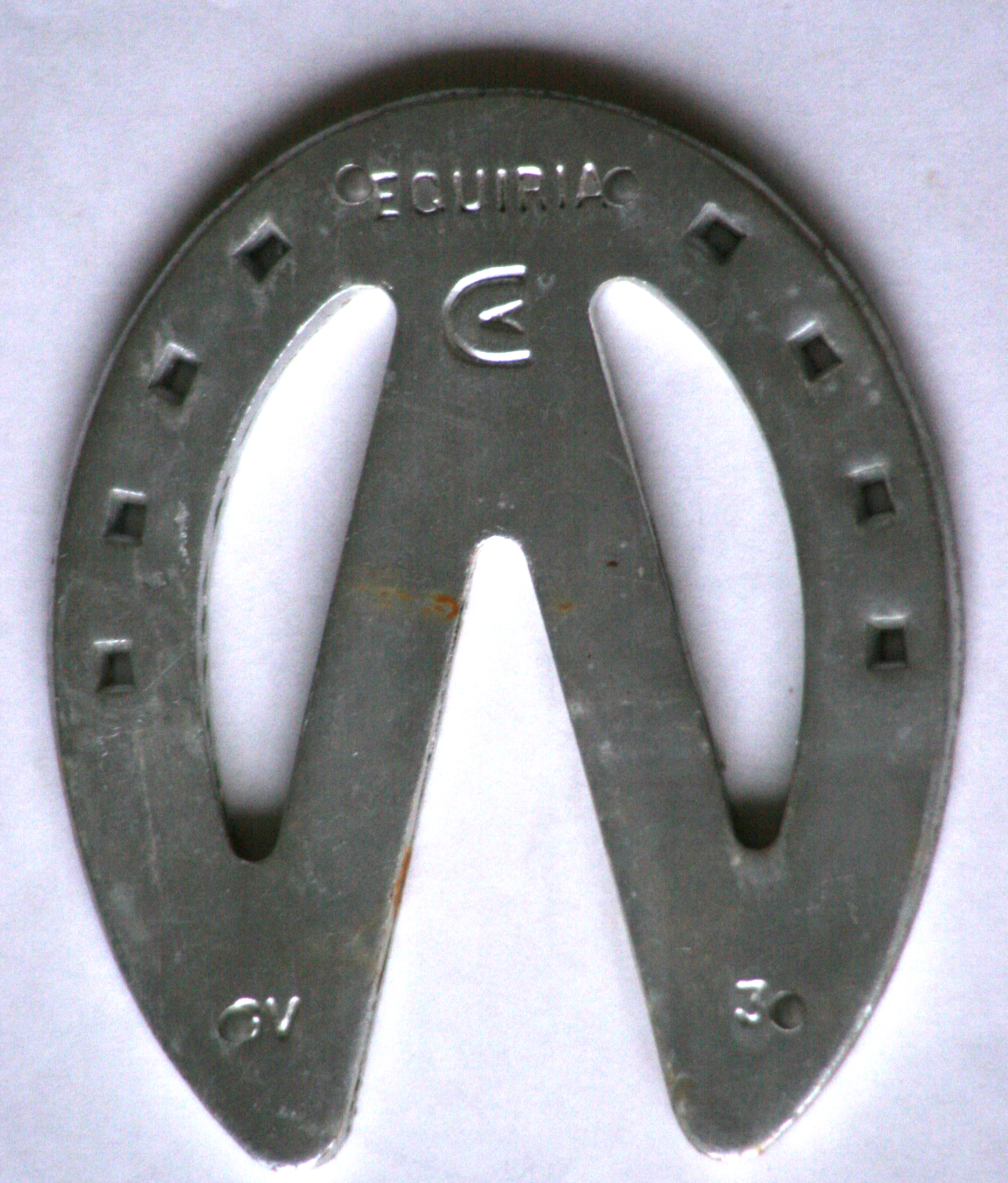
Herzeisen

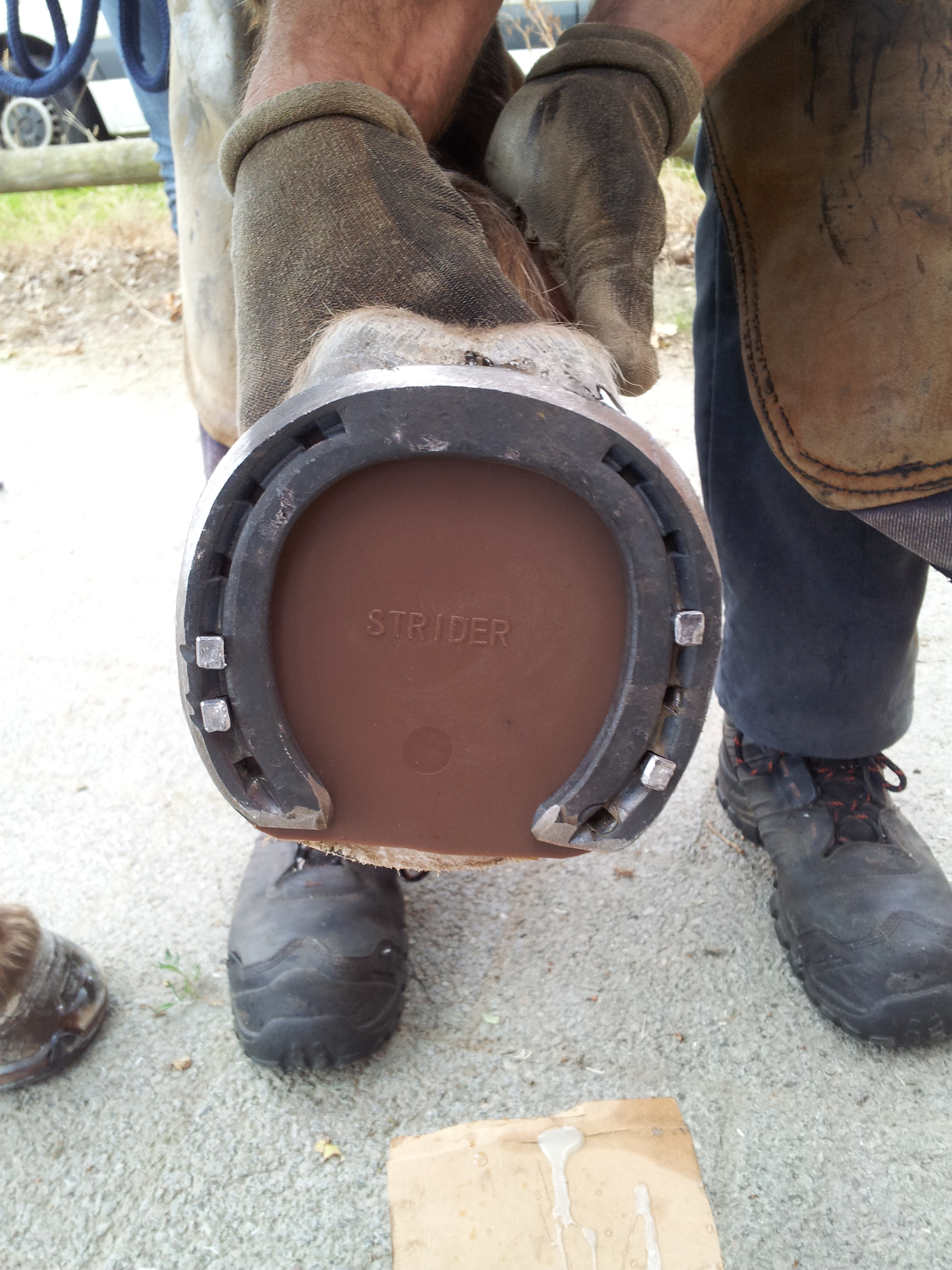
Zehenoffenes Eisen mit Kunststoffsohle

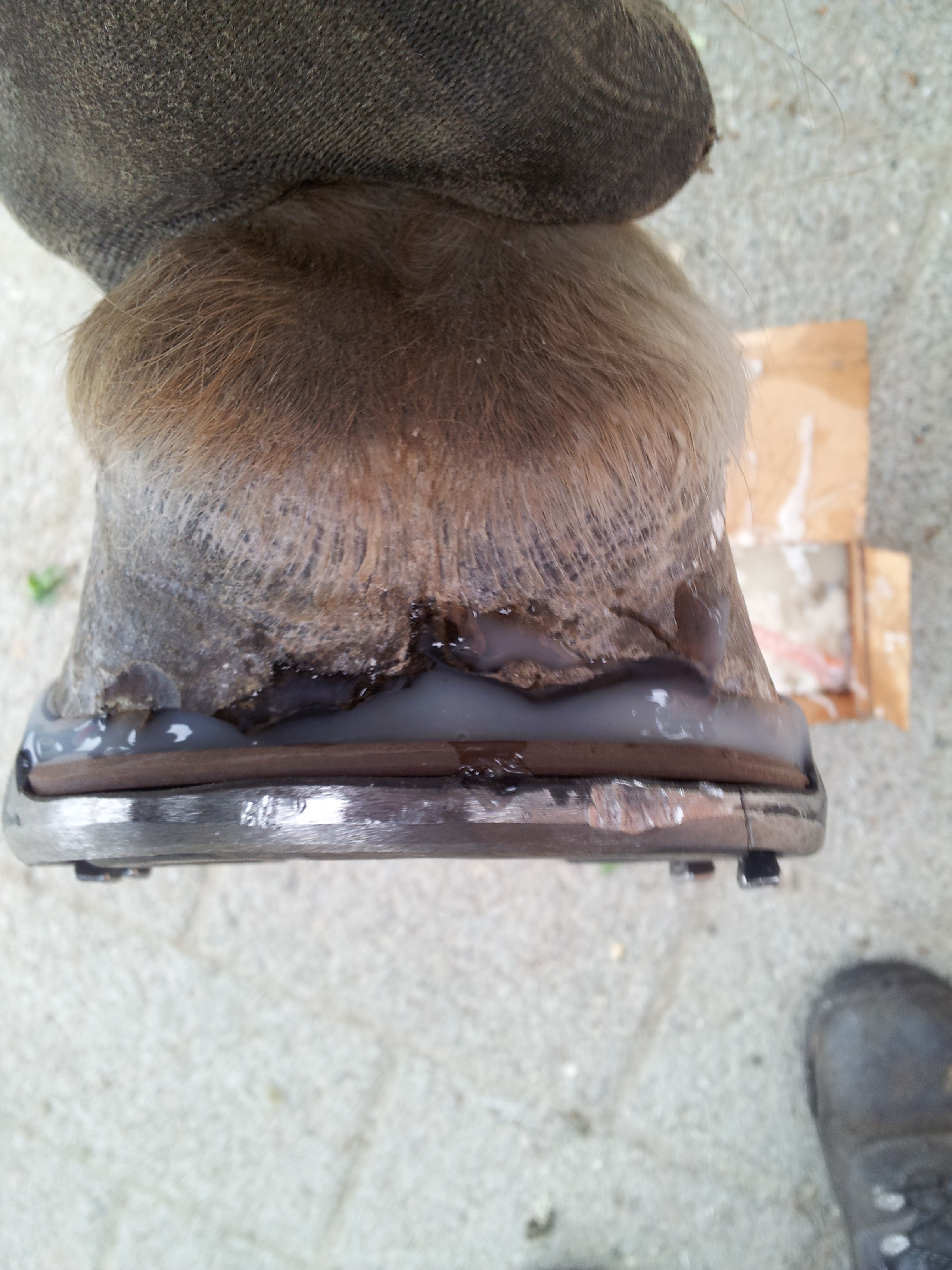
Zehenoffenes Eisen mit Kunststoffsohle und Silikonfüllung

### Rehebeschlag nach Bolz
Das Eisen ist mit verdickten Schenkeln ausgestattet und die Zehe wird etwa 2 mm über dem Eisen schweben gelassen. Das erste Nagelloch bleibt ungenutzt, ggf. kann der Hufbeschlagschmied mit dem Falzhammer die Nagelfalz nach hinten verlängern und weitere Nagellöcher warm durchlochen. Im Unterschied zur sonstigen Regel, nur vor und nicht weiter als bis zur weitesten Stelle zu nageln, kann hier bei einem Beschlag (nachdem der akute Reheschub vorbei ist) auch im Bereich der Trachtenwand des Hufes genagelt werden, denn der Hufmechanismus soll hier temporär möglichst vermindert oder gar stillgelegt werden. Da Rehepferde meist wegen der schmerzenden Zehe deutliche Trachtenfußung zeigen, können auch am Schenkelende des Eisens die letzten 5–10 mm als „Trachtenlehne“ nach oben gebogen werden, um die Trachtenecke zeitweilig besonders zu schützen und dem Pferd das Fußen zu erleichtern. Im vorderen Teil des Eisens unter der Hufbeinspitze – etwa 10 mm hinter der Spitze des Strahles – ist ein Quersteg einzuschweißen. Hauptaufgabe dieses Steges ist, das Hufbein von unten abzustützen und eine Rotation oder ein Absinken des Knochens im Huf zu verhindern. Hierzu wird – nach Bolz – noch der Zwischenraum über dem Steg und unter der Hufsohle / dem Strahl mit warm aufgebrachtem Huflederkitt aufgefüllt, bevor das Eisen aufgenagelt wird. Nachteilig kann sich hier der Druck erweisen, der bei deutlicher Rotation des Hufbeins, auf die Hufbeinspitze ausgeübt wird. Anstelle des Huflederkitts könnte der Rehebeschlag auch mit Kunststoffplatte und Silikonpolster modifiziert werden. – Der Beschlag nach Pflug ist diesem sehr ähnlich.

### Rehebeschlag nach Fritz Rödder
Die Trachten werden kräftig gekürzt. Die neuen Eisen werden mit breiten Schenkelenden geschmiedet, auf 1 mm Höhe auslaufend. Statt einer Zehenkappe werden Seitenkappen verwendet. Ein Quersteg wird so eingeschweißt, dass die gedachte Verlängerung der Hufbeinspitze 5 mm davor herausragen würde. Von der weitesten Stelle nach hinten werden Nagellöcher gebohrt. Die Nagelung erfolgt hinten, da der Hufmechanismus durch die Störung des Aufhängeapparates nicht mehr funktionsfähig ist. Die Unterstützung des Hufes geschieht nur durch den Quersteg.

### Rehebeschlag nach Stark
Stark versucht in einem breiten, der ganzen Sohlenflächen genau angepassten Eisen eine Stütze zu geben, und zwar unter Freilegung der Zehe. Hierzu verwendet er ein breites Stempeleisen, das die ganze untere Sohlenfläche bedeckt. Für den Strahl ist ein V-Ausschnitt eingelassen. Das Eisen ist dem „alten Deutschen Eisen“ ähnlich, sechs bis sieben Millimeter dick, die Nagellöcher sitzen weit nach hinten. Zehen- und Seitenaufzüge fehlen, die Schenkelenden sind schlittenkufenartig aufgebogen. Bei Sohlendurchbruch hat das Eisen an der Stelle des Durchbruchs ein Fenster.

### Herzeisen
Burney Chapman aus Lubbock, Texas, führte das herzförmige Eisen zur Rehebehandlung ein. Es wurde ursprünglich zum Trachtenschutz für auf Kopfsteinpflaster laufende Kutschpferde im 19. Jahrhundert entwickelt. Mit diesem Eisen beschlagene Hufe bedürfen besonderer Pflege, da es unter dem Steg leicht zu Strahlfäule kommt.

### Eiereisen (Ovaleisen)
Sie werden zumeist bei Rehepferden mit zusätzlicher Podotrochlose (Hufrollenentzündung) verwandt, und mit einem aufschweißbaren Trachtenkeil, oder einem Einlegekeil aus Kunststoff ausgestattet, um während der Regenerierungsphase des Aufhängeapparates dem Zug der tiefen Beugesehne entgegenzuwirken. Ebenfalls werden Leder- oder Kunststoffsohlen genutzt (nicht bei Pferden mit Sohlendurchbruchrisiko). Der Hohlraum zwischen Sohle und Sohlenplatte wird unterfüttert. Dieser Beschlag wird häufig angewandt.

### Zehenoffenes Eisen
Bei dieser Methode wird ein Eisen ohne Aufzüge (Zehen- und Seitenkappen) verkehrtherum auf den Huf aufgelegt und im Trachtenbereich genagelt. Teilweise wird eine Stützplatte eingeschweißt und zusätzlich unterpolstert. Die Zehe schwebt, da das Eisen an dieser Stelle offen ist.